# Ať žijí rytíři!

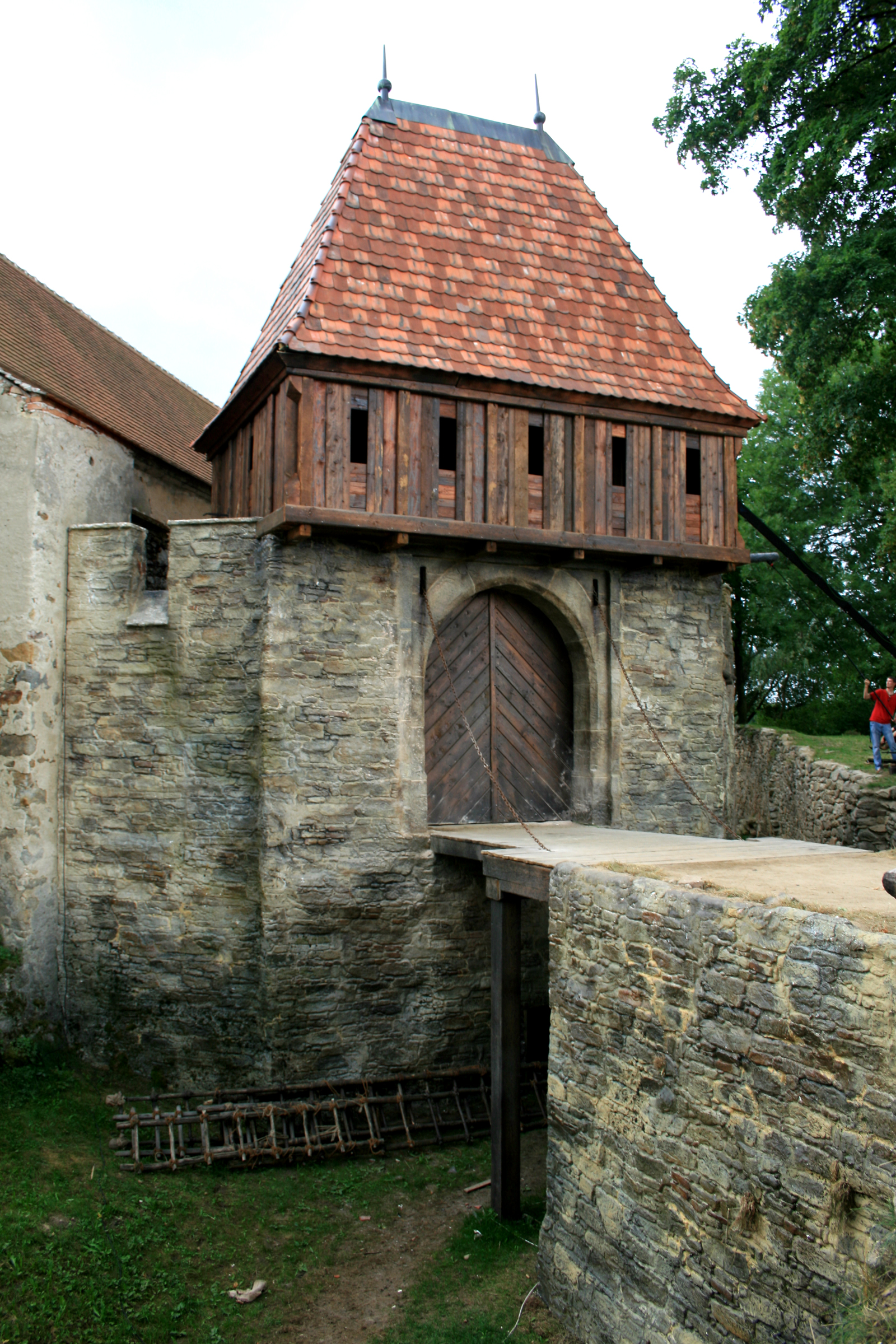
Přistavěná kulisa brány s věží na tvrzi Cuknštejn při natáčení filmu

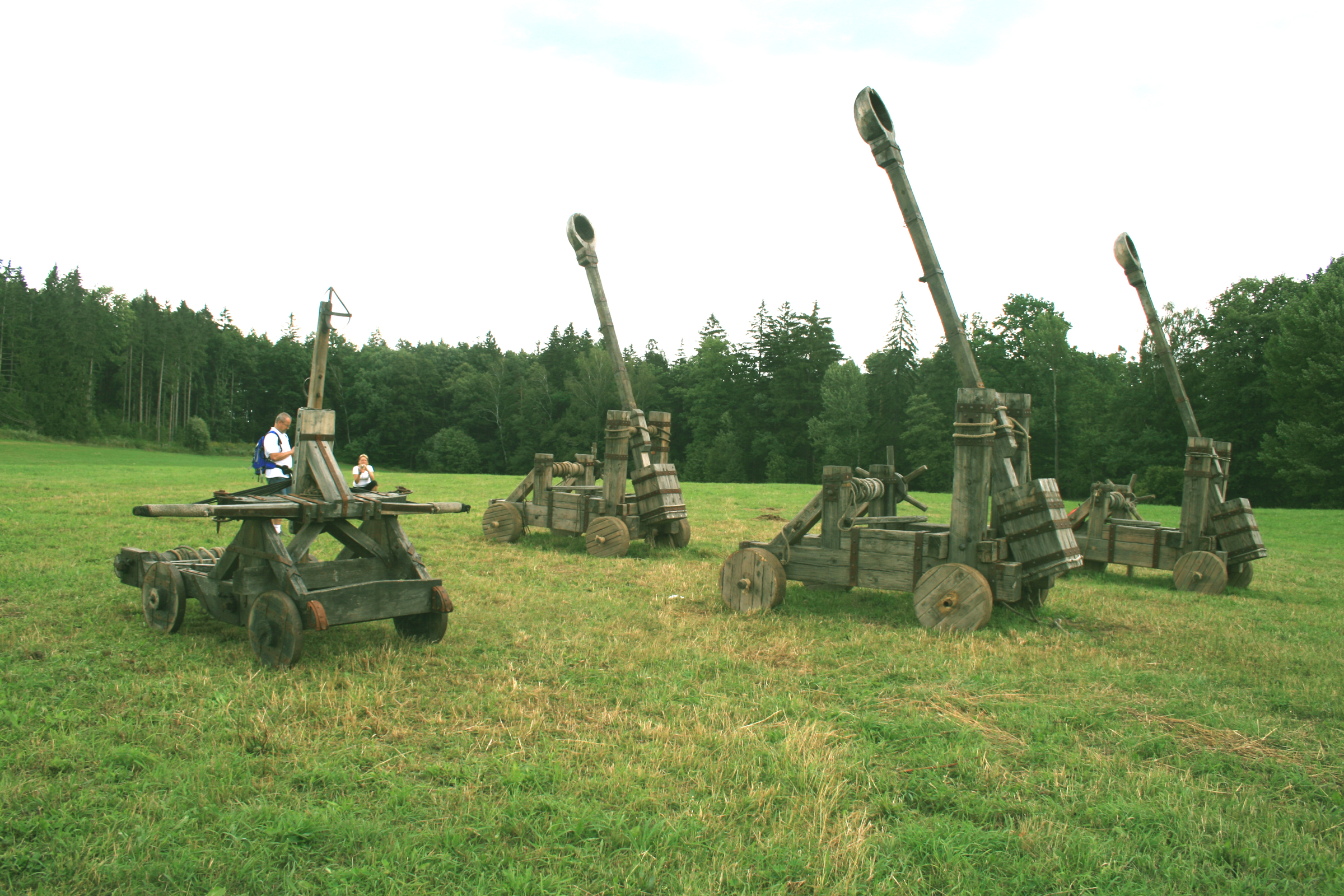
Modely dobývacích strojů při natáčení u tvrze Cuknštejn

Ať žijí rytíři! je český film z roku 2009, který natočil režisér a scenárista Karel Janák. Pracovní název zněl Než se táta vrátí. Dějem i prostředím snímek odkazuje k staršímu českému dětskému filmu Ať žijí duchové! (1977). Sestřihem vznikl stejnojmenný seriál, jenž byl vysílán v roce 2010 v České televizi.
Příběh je zasazen do středověku a odehrává se na tvrzi Martina z Vamberka.
Film měl být uveden na Evropském filmovém trhu při Berlinale 2011.

## Děj
Martin z Vamberka má pět dětí: Petra, Terezu, Michala, Vítka a Kačenku. Všichni tři kluci se zamilují do Jany, kterou Martin z Vamberka „adoptoval“ po smrti svého nejlepšího přítele. Do Terezy se zamiluje Adam - páže z Albrechtova hradu. Albrecht je zákeřný soused, který se snaží dostat tvrz všemi možnými způsoby. Děti to ale zpozorují a Albrecht má velký problém vysvětlovat své pokusy Martinovi.
Martin z Vamberka (David Prachař), čestný rytíř a starostlivý otec pěti dětí, je nařčen z čarodějnictví a loupeživých výprav. Odjíždí proto na královský dvůr hájit svoji čest a nechává tvrz v rukou svého nejstaršího syna Petra a jeho sourozenců. Netuší, že ono udání je dílem závistivého, hrabivého a dokonale slizkého souseda Albrechta z Krvenos (Pavel Kříž), který netouží po ničem jiném, než se panství zmocnit. Zdá se, že zlo už má vyhráno. Albrecht ovšem brzy zjistí, že vyzrát nad partou malých rytířů je někdy těžší, než porazit armádu Saracénů.
Podaří se dětem zvítězit nad mnohem silnějším nepřítelem?

## Obsazení
| David Prachař    | Martin z Vamberka  |
| Pavel Kříž       | Albrecht z Krvenos |
| Matěj Hádek      | Ruprecht           |
| Martin Písařík   | Varvar             |
| Tereza Voříšková | Jana               |
| Michael Beran    | Ignác              |
| Ivana Korolová   | Tereza             |
| Danny Mesároš    | Petr               |
| Štěpán Krtička   | Michal             |
| Jan Komínek      | Vítek              |
| Andrea Žádníková | Kateřina           |
| Predrag Bjelac   | Ahmed              |
| Jan Battěk       | Adam               |
| Ota Jirák        | Hynek              |
| Lenka Krobotová  | královna           |

## Místa natáčení
- hrad Lipnice nad Sázavou - hrad Albrechta z Krvenos
- tvrz Cuknštejn – tvrz Martina z Vamberka

## Recenze
- Kamil Fila, Aktuálně.cz, 9. října 2009
- František Fuka, FFFilm, 30. září 2009
- Matěj Svoboda, Moviezone.cz, 7. října 2009
- Jaroslav Sedláček, Czinema.cz, 14. října 2009